# Prince Edward Air
Prince Edward Air Ltd., действующая как Prince Edward Air — канадская авиакомпания местного значения со штаб-квартирой в городе Шарлоттаун, Остров Принца Эдуарда, работающая на рынке регулярных пассажирских, чартерных, грузовых авиаперевозок, а также обеспечивающая работу мобильных групп скорой медицинской помощи (санитарная авиация).

## История
Авиакомпания Prince Edward Air была образована в 1989 в качестве небольшой коммерческой компании для обеспечения чартерных туристических маршрутов, перевозки почтовых грузов и групп скорой медицинской помощи, а также для выполнения разовых заказов на рейсы со стороны местных бизнесменов. Первоначально флот авиакомпании составлял всего один самолёт, а её лётный состав представлял один пилот — нынешний президент компании Роберт Бейтман. В настоящее время флот перевозчика насчитывает 20 лайнеров, а в штате компании работает более 120 сотрудников. Ежедневно самолёты Prince Edward Air совершают регулярные пассажирские рейсы в несколько аэропортов восточной части Канады, провинции Квебек и Онтарио, а также в Международный аэропорт Нью-Йорк имени Джона Кеннеди.
1 мая 2008 года 51 % акций Prince Edward Air были выкуплены канадской грузовой авиакомпанией Cargojet Airways, а в марте следующего года в собственность Cargojet Airways перешли остальные 49 % акций перевозчика.

## Флот
По состоянию на май 2008 года воздушный флот авиакомпании Prince Edward Air составляли следующие самолёты:
- 1 × Saab 340
- 3 × Beech 99
- 3 × Raytheon Beech 1900C Airliner [4]
- 1 × Cessna 172
- 1 × King Air 200
- 4 × Cessna Caravan
- 7 × Piper Navajo Chieftain